# Antiguanische Fußballnationalmannschaft
Die antiguanische Fußballnationalmannschaft ist die Fußballnationalmannschaft des karibischen Inselstaates Antigua und Barbuda. Das Team zählt zur sportlichen Mittelklasse des Kontinentalverbandes CONCACAF. Bisher ist es der Mannschaft noch nicht gelungen, sich für den CONCACAF Gold Cup oder die Fußball-Weltmeisterschaft zu qualifizieren. Dennoch konnte man bisher einige Achtungserfolge erzielen. 2005 besiegte man beispielsweise den späteren WM-Teilnehmer Trinidad und Tobago mit 2:1.

## Turniere

### Weltmeisterschaft
- 1930 bis 1970 – nicht teilgenommen
- 1974 – An einer Qualifikation für ein FIFA-Weltturnier nahm das Land erstmals zur Fußball-Weltmeisterschaft 1974 in Deutschland teil. In Gruppe 6 der CONCACAF-Zone musste Antigua und Barbuda gegen Trinidad und Tobago und Suriname antreten. In vier Spielen gewann die Mannschaft kein einziges Mal, gegen Trinidad und Tobago verlor man sogar 1:11.
- 1978 und 1982 – nicht teilgenommen
- 1986 – Bei der Qualifikation zur Fußball-Weltmeisterschaft 1986 in Mexiko konnte Antigua und Barbuda die erste Runde erneut nicht überstehen. Das Hinspiel gegen Haiti verlor man 0:4, das Rückspiel konnte man immerhin mit 2:1 für sich entscheiden, doch Haiti kam aufgrund der höheren Anzahl der erzielten Tore in die zweite Runde.
- 1990 – Die Qualifikation zur Fußball-Weltmeisterschaft 1990 in Italien begann für Antigua und Barbuda mit einer 0:1-Niederlage gegen die Fußballnationalmannschaft der Niederländischen Antillen. Das Rückspiel endete nach 90 Minuten bei einem Stand von 1:0 für Antigua und Barbuda, woraufhin die Verlängerung entscheiden musste. Diese gewannen die Niederländischen Antillen mit 3:1 und Antigua und Barbuda war ausgeschieden.
- 1994 – In der ersten Runde der Qualifikation zur Fußball-Weltmeisterschaft 1994 in den USA kam es erneut zu einem Aufeinandertreffen mit den Niederländischen Antillen. Das Hinspiel endete 1:1, das Rückspiel 3:0 für Antigua und Barbuda. Erstmals konnte das Land in die zweite Runde der CONCACAF-Zone einziehen. Dort unterlag man jedoch Bermuda mit 0:3 und 1:2 und schied aus.
- 1998 – Die Qualifikation zur Fußball-Weltmeisterschaft 1998 in Frankreich begann für die Mannschaft mit einem 3:3 gegen die Dominicanische Fußballnationalmannschaft. Das Rückspiel wurde jedoch 1:3 verloren und erneut konnte Antigua und Barbuda die zweite Runde nicht erreichen.
- 2002 – Bei der Qualifikation zur Fußball-Weltmeisterschaft 2002 gelang Antigua und Barbuda der Einzug in die zweite Runde. Nachdem man aufgrund der höheren Anzahl von Auswärtstoren gegen Bermuda mit 0:0 und 1:1 weiterkam, musste man in der zweiten Runde gegen die Vincentische Fußballnationalmannschaft antreten. Das Hinspiel konnte Antigua und Barbuda mit 2:1 für sich entscheiden, doch das Rückspiel endete 0:4 und Antigua und Barbuda schied aus.
- 2006 – Die erste Runde der Qualifikation zur Fußball-Weltmeisterschaft 2006 in Deutschland war auch dieses Mal Endstation für Antigua und Barbuda. Das Hinspiel gegen die Niederländischen Antillen gewann man zwar mit 2:0, doch das Rückspiel wurde mit 0:3 verloren und die Mannschaft schied aus.
- 2010 – Im Rahmen der Qualifikation zur Fußball-Weltmeisterschaft 2010 in Südafrika traf das Team in der ersten Runde der CONCACAF-Zone auf die Nationalmannschaft Arubas. Das Hinspiel gewann Antigua und Barbuda in Oranjestad (Aruba) am 6. Februar 2008 mit 3:0. Das Rückspiel in St. John’s (Antigua und Barbuda) endete 1:0. Die zweite Runde der Qualifikation startete für die Nationalmannschaft am 17. Juni 2008 in St. John’s gegen Kuba. Nachdem die Mannschaft zweimal in Führung gehen konnte, ging das Spiel dennoch 3:4 verloren. Das Rückspiel fand am 22. Juni in Havanna (Kuba) statt und endete deutlich mit 0:4 aus der Sicht von Antigua und Barbuda. Somit schied die Mannschaft aus.
- 2014 – In der Qualifikation zur WM 2014 in Brasilien traf man in der 2. Runde auf Haiti, Curaçao und die Amerikanischen Jungferninseln. Mit 5 Siegen aus 6 Spielen zog man als Gruppenerster in die 3. Runde ein. Dort traf man auf die USA, Jamaika und Guatemala. Mit nur einem Punkt aus 6 Spielen schied man jedoch als Gruppenletzter aus.
- 2018 – In der Qualifikation zur WM 2018 in Russland traf die Mannschaft in der zweiten Runde im Juni 2015 auf St. Lucia und zog mit 1:3 und 4:1 in die nächste Runde ein, dort musste man sich aber mit 1:0 und 0:2 Guatemala geschlagen geben.

- 2022 – In der Qualifikation zur WM 2022 in Katar traf die Mannschaft in der ersten Runde im März und Juni 2021 auf El Salvador, Grenada, Montserrat und die Amerikanischen Jungferninseln. Nach zwei Siegen, einem Unentschieden und einer Niederlage schied die Mannschaft aus.
- 2026 – In der Qualifikation zur WM 2026 in Kanada, Mexiko und den USA traf die Mannschaft in der zweiten Runde im Juni 2024 und Juni 2025 auf Honduras, Bermuda, Kuba und die Cayman Islands. Nach einem Remis gegen Bermuda wurden die anderen drei Spiele knapp verloren und damit die dritte Runde verpasst.

### CONCACAF Gold Cup
- 1991 – nicht teilgenommen
- 1993 bis 2025 – nicht qualifiziert

### Karibikmeisterschaft
- 1989 bis 1991 – nicht qualifiziert
- 1992 – Vorrunde
- 1993 bis 1994 – nicht qualifiziert
- 1995 – Vorrunde
- 1996 – zurückgezogen
- 1997 – Vorrunde
- 1998 – 4. Platz
- 1999 bis 2007 – nicht qualifiziert
- 2008 – Vorrunde
- 2010 – Vorrunde
- 2012 – Vorrunde
- 2014 – Vorrunde
- 2017 – nicht qualifiziert

## Trainer
- Rudi Gutendorf (1976)
- Zoran Vraneš (1998–2000)
- Walter Gama (2001–2002)
- Rolston Williams (2004)
- Derrick Edwards (2005–2008)
- Willie Donachie (2008)
- Rowan Benjamin (2008–2011)
- Tom Curtis (2011–2012)
- Rolston Williams (2012–2014)
- Piotr Nowak (2014–2015)
- Rolston Williams (2015–2018)
- Derrick Edwards (2018–2019)
- Michél Mazingu-Dinzey (2019–2020)
- Tom Curtis und  Mikele Leigertwood (2021) interim
- Mikele Leigertwood (seit 2021)